# Whenever (Valerius)
Whenever is een nummer van de Nederlandse rockband Valerius uit 2009. Het is de tweede single van hun titelloze debuutalbum.
"Whenever" is een vrolijk indierocknummer met een dansbaar geluid. Het nummer bereikte de 2e positie in de Nederlandse Tipparade, waarmee het succes van voorganger She Doesn't Know niet werd overtroffen.

## Tracklijst
- Cd-single

1. "Whenever" - 2:55
2. "Wait a Minute" - 2:49